# Diego Pardo Koppel
Diego Pardo Koppel (Colombia 1951) es un abogado y político colombiano. Fue alcalde Bogotá entre 1985 y 1986. Perteneciente al Partido Conservador Colombiano.

## Biografía
Fue designado como Alcalde Mayor de Bogotá, sustituyendo a Hisnardo Ardila Díaz, por el gobierno de Belisario Betancur. Renunció a la alcaldía acusado de dirigir una reclamación legal que perjudicó al gobierno colombiano en el caso conocido como la "maleta de Fonseca", acusado de recibir honorarios de Gilberto Rodríguez Orejuela, por lograr la devolución de dinero al Cartel de Cali, el cual supuestamente iba dirigido a sobornos durante la Copa Mundial de Fútbol de 1978.
Participó en 1990, en el Acuerdo entre el Partido Comunista de Colombia Marxista Leninista (PCC M-L), el Ejército Popular de Liberación (EPL),el Movimiento Armado Quintín Lame, el Partido Revolucionario de los Trabajadores (PRT) y los Partidos Políticos Signatarios del Acuerdo Para la Constituyente.
Fue embajador de Colombia en México, designado por el gobierno de Andrés Pastrana. Se vio obligado a renunciar, debido a su implicación en el desfalco al Banco del Estado de Colombia (expropiado en 1982), fue detenido en septiembre de 1999.